# Agarakadzor
Agarakadzor (Armeens: Ագարակաձոր) is een plaats in Armenië. Deze plaats ligt in de marzer (provincie) Vayots Dzor. Deze plaats ligt 86 kilometer (hemelsbreed) van de Jerevan (de hoofdstad van Armenië) af. 